# Центр документации наследия
Центр документа́ции насле́дия (ЦДН) — российская государственная институция, занимающаяся сбором и распространением для научных, служебных и просветительских целей разноаспектной информации, связанной с культурным и природным наследием. Структурное подразделение Российского научно-исследовательского института культурного и природного наследия имени Д. С. Лихачёва (Института Наследия). ЦДН создан 11 ноября 1996 года приказом министра культуры Российской Федерации.

## История
Центр документации наследия (ЦДН) был создан «в целях совершенствования информационного обеспечения деятельности по охране и рациональному использованию культурного наследия» при Российском научно-исследовательском институте культурного и природного наследия 11 ноября 1996 года приказом № 858 министра культуры Российской Федерации Евгения Сидорова.
Центр документации наследия занимается сбором и распространением для научных, служебных и просветительских целей разноаспектной информации, связанной с культурным и природным наследием. Широтой охвата этой информации ЦДН отличается от всех научных учреждений, занимающихся историко-культурным наследием.

## Фонды
В Центре документации наследия хранятся фонды, переданные ему после ликвидации Научно-методического совета (НМС) по охране памятников истории и культуры Министерства культуры Российской Федерации в июле 1992 года, в том числе документальные фонды «Унифицированные паспорта», «Досье», «Архив НМС» и разделы фонда научно-информационных изданий «Сообщения и сборники научных трудов» и «Информационные издания». Эти фонды содержат значительное количество подлинников или копий документов и полные комплекты изданий того или иного профиля за все годы выпуска либо за несколько лет. Сообщения и сборники научных трудов, выпускавшиеся научно-методическим советом с 1965 по 1992 год, представлены полностью. В совокупности фонды представляют информацию о памятниках истории и культуры и по различным аспектам их учета, охраны, использования и реставрации.
Раздел «Законодательные акты» включает тексты общесоюзного закона и законов большинства союзных республик об охране и использовании памятников истории и культуры. В этом разделе также представлены международные акты. Фонд современного законодательства о культурном наследии (с 1991), в котором представлены федеральные и региональные правовые акты, постоянно пополняется.
В 1990-е годы Центр документации наследия начал создание собственной электронной базы данных о памятниках культурного и природного наследия и о юридических документах, на которых основаны учёт, охрана, использование и восстановительные работы по Российской Федерации и её отдельным регионам. Электронная база ЦДН по типологии архитектурных форм имеет около тысячи ключевых слов, превосходя все аналогичные базы в мире. Одна из уникальных разработок Центра документации наследия — архитектурно-типологическая тема «Интерьерные часовни».
С 2001 года ЦДН разрабатывает тему этнокультурного наследия.

## Издательская деятельность
С 1999 года Центр документации наследия издаёт иллюстрированные научные сборники статей «Архив наследия», включающие подтверждённые архивными материалами изыскания с историческим уклоном.
Другое направление издательской деятельности ЦДН — словарно-справочные публикации, среди которых выделяется вышедший в 2002 году иллюстрированный 10-язычный словарь терминов европейской архитектуры.
В 2002 году Центр документации наследия начал выпуск иллюстрированной книжной серии «Русские усадьбы», первым изданием которой стала книга «Кузьминки».

## Экспертиза
- По просьбе Министерства культуры Российской Федерации на основе собственной базы данных по законодательным документам, касающимся наследия, Центр документации наследия анализировал передачу памятников истории и культуры религиозным объединениям в 1995—2000 годах.[2]

## Руководители
- 1996—2020 — Владимир Иванович Плужников (1938—2020), кандидат искусствоведения, профессор Академии реставраций, действительный член Академии архитектурного наследия, лауреат премии Правительства Российской Федерации.

## Сотрудники
- Васильченко, Татьяна Владимировна — старший научный сотрудник.
- Гаврилов, Юрий Андреевич — старший научный сотрудник. Кандидат педагогических наук.
- Головкин, Константин Георгиевич — научный сотрудник.
- Гриц, Алексей Евгеньевич — старший научный сотрудник.
- Илевич, Светлана Викторовна — старший научный сотрудник.
- Семёнов, Андрей Андреевич — научный сотрудник.
- Смирнов, Георгий Константинович — старший научный сотрудник.
- Харьков, Алексей Владимирович — старший научный сотрудник.
- Шевченко, Александр Георгиевич — старший научный сотрудник.

### Труды Центра документации наследия

#### Сборник «Архив наследия»
С 1999 по 2019 годы было издано 17 выпусков.
- Архив наследия — 1999 / Сост. и науч. ред. В. И. Плужников. — М.: Институт наследия, 2000. — 304 с. — ISBN 5-86443-051-X.
- Архив наследия — 2000 / Сост. и науч. ред. В. И. Плужников. — М.: Институт наследия, 2001. — 336 с. — ISBN 5-86443-051-X.[3]
- Архив наследия — 2001 / Сост. и науч. ред. В. И. Плужников. — М.: Институт наследия, 2002. — 388 с. — ISBN 5-86443-081-1.
- Архив наследия — 2002 / Сост. и науч. ред. В. И. Плужников. — М.: Институт наследия, 2004. — 431 с. — ISBN 5-86443-099-4.
- Архив наследия — 2003 / Сост. и науч. ред. В. И. Плужников. — М.: Институт наследия, 2005. — 431 с. — ISBN 5-86443-118-4.
- Архив наследия — 2004 / Сост. и науч. ред. В. И. Плужников. — М.: Институт наследия, 2006. — 447 с. — ISBN 5-86443-128-1.
- Архив наследия — 2005 / Сост. и науч. ред. В. И. Плужников. — М.: Институт наследия, 2007. — 397 с. — ISBN 978-5-86443-137-5.
- Архив наследия — 2006 / Сост. и науч. ред. В. И. Плужников. — М.: Институт наследия, 2008. — 283 с. — ISBN 978-5-86443-144-3.
- Архив наследия — 2007 / Сост. и науч. ред. В. И. Плужников. — М.: Институт наследия, 2008. — 302 с. — ISBN 978-5-86443-144-3.[3]
- Архив наследия — 2008 / Сост. и науч. ред. В. И. Плужников. — М.: Институт наследия, 2010. — 372 с. — ISBN 978-5-86443-159-7.
- Архив наследия — 2009 / Сост. В. И. Плужников. — М.: Институт наследия, 2010. — 414 с. — ISBN 978-5-86443-159-7.
- Архив наследия — 2010 / Сост. и науч. ред. В. И. Плужников. — М.: Институт наследия, 2012. — 415 с. — ISBN 978-5-86443-175-7.
- Архив наследия — 2011 / Сост. и науч. ред. В. И. Плужников. — М.: Институт наследия, 2012. — 525 с. — ISBN 978-5-86443-183-2.
- Архив наследия — 2015. Вып. 14. / Сост. и науч. ред. В. И. Плужников. — М.: Институт наследия, 2015. — 591 с. — ISBN 978-5-86443-187-0.
- Архив наследия — 2016. Вып. 15. / Сост. и науч. ред. В. И. Плужников. — М.: Институт наследия, 2016. — 383 с. — ISBN 978-5-86443-245-7.
- Архив наследия — 2018. Вып. 16.  / Составитель В.И. Плужников. — М.: Институт наследия, 2018. — 586 с. — ISBN 978-5-86443-265-5.
- Архив наследия — 2019. Вып. 17.  / Составитель В.И. Плужников. — М. : Институт Наследия, 2020. — 650 с. — ISBN 978-5-86443-318-8. — doi:10.34685/HI.2019.98.91.011.

#### Монографии
- Смоленский том Свода памятников архитектуры и монументального искусства России / Отв. ред. В. И. Плужников. — М., 2001.
- Плужников В., Агеева Р., Илевич С., Юмжапова М. 10 языков — 350 терминов европейской архитектуры. — М., 2002.
- Плужников В. И. Архитектурное наследие Тихвина. — М., 2006.
- Плужников В. И. Термины российского архитектурного наследия. Архитектурный словарь. — М.: Искусство — XXI век, 2011. — 424 с. — 1500 экз. — ISBN 978-5-98051-087-9

### О Центре документации наследия
- Латонов Владимир. На фактической основе // Смоленская газета. — № 138 (866). — 2011. — 8 декабря.